# ロックドゥカンブ
ロックドゥカンブ（欧字名:Roc de Cambes、2004年9月29日 - ）は、ニュージーランドで生産された日本の競走馬、ニュージーランドの種牡馬。主な勝ち鞍に2007年のラジオNIKKEI賞、セントライト記念。
馬名はフランス語で「カンブ（地名）の岩」を意味し、同名のフランス産ワイン「Roc de Cambes」が由来となっている。

## 経歴
2006年4月にシドニーで開かれたイースター・イヤリングセールにて13万オーストラリア・ドル（約1270万円）で吉田勝己に購入され、日本に輸入された。輸入後はノーザンファーム空港牧場で育成され、2007年1月ごろに美浦トレーニングセンターに入厩した。
馬は春に出産・繁殖期を迎え、南半球の生産カレンダーは気候上日本よりも半年遅れるため、ロックドゥカンブには遅生まれという不利があった。入厩時は書類上3歳であったが実質的にまだ2歳3か月少々の馬齢であり、日本中央競馬会 (JRA) ではこうした事情により、南半球産馬への負担重量を軽減する規定を採用している。

### 2007年（3歳）
2007年3月にデビュー。新馬戦では後のエリザベス女王杯優勝馬であるクィーンスプマンテが出走していた中、1番人気で勝利。続くマカオジョッキークラブトロフィーも勝利し、2連勝。重賞競走初挑戦となったラジオNIKKEI賞では2番人気に支持され、後のジャパンカップ優勝馬であるスクリーンヒーローに1馬身半差で優勝。なお、11着は後
2010年に安田記念を制するショウワモダンだった。重賞競走初勝利を挙げた。7月にはオーストラリアのフレミントン競馬場で行われるヴィクトリアダービーに予備登録を行い、同競馬場の公式サイトでも大きく取り上げられた。しかしこの年の夏に日本で流行した馬インフルエンザの影響により遠征を断念し、菊花賞へと目標を変更することになった。
秋の初戦は菊花賞トライアル・セントライト記念に出走することになった。鞍上は前走の柴山雄一から藤田伸二に乗り替わる予定だったが、藤田が競走3日前に札幌競馬場内調整ルームの階段から転落して負傷し、騎乗が不可能となったため、急遽柴山が前走に引き続き騎乗することになった。レースでは2着ゴールデンダリアに1馬身半差を付け、無傷の4連勝を飾った。迎えた第68回菊花賞では1番人気に支持される。道中は後方からレースを進め、最後の直線に入って内から脚を伸ばしたが、前には届かず3着に敗れた。
その後、10月26日に山元トレーニングセンターに短期放牧に出され、帰厩後は鞍上にマイケル・キネーンを迎え、第52回有馬記念に出走した。レースでは直線で内からしぶとく伸びたが4着に終わり、再び放牧に出された。

### 2008年（4歳）
休養を終えて4月17日に帰厩し、古馬となっての初戦は新たに岩田康誠を鞍上に迎えて2番人気で目黒記念に出走し、3着。その後、第48回宝塚記念のファン投票において2万9700票を獲得して第10位に選出され、6月29日に行われた春のグランプリ・宝塚記念へ出走した。結果次第では予備登録を行ったキングジョージ6世&クイーンエリザベスステークスへの出走も視野に入れられており、当日は2番人気に支持される。しかしレースでは最後の直線で失速して12着という結果に終わった。ゴール直後には脚に異常がみられたため鞍上の岩田がすぐさま下馬し、その後の検査の結果、左後繋靭帯断裂と診断され、キングジョージ6世&クイーンエリザベスステークスへの出走は中止された。
競走能力喪失は免れたが重度の怪我であり、美浦トレーニングセンターで治療が続けられたが、7月25日付で競走馬登録を抹消された。

### 引退後
その後は種牡馬となることが発表されたが、種牡馬登録の事実や交配状況が途絶えていたためしばらく引退後の消息が不明であったが、2010年5月14日にニュージーランドのオークススタッドにて種牡馬入りしたことが同スタッドのホームページにて公表された。
2016年10月8日、産駒のヒーズアワロッキー(He’s Our Rokkii)がトゥーラックハンデキャップを勝利し、産駒のG1初制覇。2018年3月3日、産駒のヴィンドゥダンス(Vin De Dance)がニュージーランドダービーを勝利した。

## 競走成績
| 年月日 | 年月日 | 年月日 | 競馬場 | 競走名           | 格      | 頭数 | 枠番 | 馬番 | オッズ （人気） | オッズ （人気） | 着順 | 騎手       | 斤量 [kg] | 距離（馬場）  | タイム （上り3F） | タイム 差 | 勝ち馬/（2着馬）       |
| 2007   | 3.     | 17     | 阪神   | 3歳新馬          |         | 16   | 2    | 3    | 1.9             | （1人）         | 01着 | 安藤勝己   | 54        | 芝1800m（良） | 1:50.9 (34.3)     | -0.2      | （ミスベロニカ）       |
|        | 6.     | 9      | 中京   | マカオJCT        | 500万下 | 12   | 7    | 10   | 3.4             | （1人）         | 01着 | 安藤勝己   | 54        | 芝2000m（重） | 2:03.3 (36.5)     | -0.1      | （スズカストロング）   |
|        | 7.     | 1      | 福島   | ラジオNIKKEI賞   | JpnIII  | 16   | 7    | 13   | 5.0             | （2人）         | 01着 | 柴山雄一   | 52        | 芝1800m（良） | 1:47.7 (35.4)     | -0.2      | （スクリーンヒーロー） |
|        | 9.     | 16     | 中山   | セントライト記念 | JpnII   | 17   | 4    | 7    | 2.9             | （1人）         | 01着 | 柴山雄一   | 54        | 芝2200m（良） | 2:12.0 (35.3)     | -0.2      | （ゴールデンダリア）   |
|        | 10.    | 21     | 京都   | 菊花賞           | JpnI    | 18   | 2    | 4    | 3.5             | （1人）         | 03着 | 柴山雄一   | 55        | 芝3000m（良） | 3:05.3 (35.4)     | 0.2       | アサクサキングス       |
|        | 12.    | 23     | 中山   | 有馬記念         | GI      | 15   | 4    | 8    | 7.5             | （4人）         | 04着 | M.キネーン | 53        | 芝2500m（稍） | 2:34.3 (36.5)     | 0.7       | マツリダゴッホ         |
| 2008   | 6.     | 1      | 東京   | 目黒記念         | JpnII   | 18   | 1    | 1    | 4.1             | （2人）         | 03着 | 岩田康誠   | 57        | 芝2500m（良） | 2:32.3 (36.5)     | 0.4       | ホクトスルタン         |
|        | 6.     | 29     | 阪神   | 宝塚記念         | GI      | 14   | 5    | 8    | 6.9             | （2人）         | 12着 | 岩田康誠   | 57        | 芝2200m（重） | 2:18.1 (40.0)     | 2.8       | エイシンデピュティ     |

## 血統表
| ロックドゥカンブの血統      | ロックドゥカンブの血統                                            | ロックドゥカンブの血統                                            | （血統表の出典）                                                  | （血統表の出典） |
| 父系                        | ロベルト系                                                        | ロベルト系                                                        | ロベルト系                                                        | [ § 2 ]          |
| 父 Red Ransom 1987 鹿毛     | 父の父Roberto 1969 鹿毛                                           | Hail to Reason                                                    | Turn-to                                                           | Turn-to          |
| 父 Red Ransom 1987 鹿毛     | 父の父Roberto 1969 鹿毛                                           | Hail to Reason                                                    | Nothirdchance                                                     |                  |
| 父 Red Ransom 1987 鹿毛     | 父の父Roberto 1969 鹿毛                                           | Bramalea                                                          | Nashua                                                            | Nashua           |
| 父 Red Ransom 1987 鹿毛     | 父の父Roberto 1969 鹿毛                                           | Bramalea                                                          | Rarelea                                                           |                  |
| 父 Red Ransom 1987 鹿毛     | 父の母*アラビアII Arabia 1977 鹿毛                                | Damascus                                                          | Sword Dancer                                                      | Sword Dancer     |
| 父 Red Ransom 1987 鹿毛     | 父の母*アラビアII Arabia 1977 鹿毛                                | Damascus                                                          | Kerala                                                            |                  |
| 父 Red Ransom 1987 鹿毛     | 父の母*アラビアII Arabia 1977 鹿毛                                | Christmas Wind                                                    | Nearctic                                                          | Nearctic         |
| 父 Red Ransom 1987 鹿毛     | 父の母*アラビアII Arabia 1977 鹿毛                                | Christmas Wind                                                    | Baly Free                                                         |                  |
| 母 Fairy Lights 1995 黒鹿毛 | 母の父Fairy King 1982 鹿毛                                        | Northern Dancer                                                   | Nearctic                                                          | Nearctic         |
| 母 Fairy Lights 1995 黒鹿毛 | 母の父Fairy King 1982 鹿毛                                        | Northern Dancer                                                   | Natalma                                                           |                  |
| 母 Fairy Lights 1995 黒鹿毛 | 母の父Fairy King 1982 鹿毛                                        | Fairy Bridge                                                      | Bold Reason                                                       | Bold Reason      |
| 母 Fairy Lights 1995 黒鹿毛 | 母の父Fairy King 1982 鹿毛                                        | Fairy Bridge                                                      | Special                                                           |                  |
| 母 Fairy Lights 1995 黒鹿毛 | 母の母Gay Fantastic 1983 鹿毛                                     | Ela-Mana-Mou                                                      | *ピットカーン                                                     | *ピットカーン    |
| 母 Fairy Lights 1995 黒鹿毛 | 母の母Gay Fantastic 1983 鹿毛                                     | Ela-Mana-Mou                                                      | Rose Bertin                                                       |                  |
| 母 Fairy Lights 1995 黒鹿毛 | 母の母Gay Fantastic 1983 鹿毛                                     | Gaily                                                             | Sir Gaylord                                                       | Sir Gaylord      |
| 母 Fairy Lights 1995 黒鹿毛 | 母の母Gay Fantastic 1983 鹿毛                                     | Gaily                                                             | Spearfish                                                         |                  |
| 母系(F-No.)                 | 11号族(FN:11)                                                     | 11号族(FN:11)                                                     | 11号族(FN:11)                                                     | [ § 3 ]          |
| 5代内の近親交配             | Hail to Reason 3×5=15.63%、Nearctic 4×4=12.50%、Turn-to 4×5=9.38% | Hail to Reason 3×5=15.63%、Nearctic 4×4=12.50%、Turn-to 4×5=9.38% | Hail to Reason 3×5=15.63%、Nearctic 4×4=12.50%、Turn-to 4×5=9.38% | [ § 4 ]          |
| 出典                        | 1. 2. 3. 4.                                                       | 1. 2. 3. 4.                                                       | 1. 2. 3. 4.                                                       | 1. 2. 3. 4.      |

父はアメリカで3戦2勝。種牡馬としてオーストラリアに渡り成功を収めた。曾祖母ゲイリーは1974年のアイリッシュ1000ギニー優勝馬であり、同馬から分枝した別系統の子孫にピルサドスキー、ファインモーション兄妹などがいる。

## ニュージーランド産馬による重賞制覇
ニュージーランド産日本調教馬による中央競馬重賞勝利は1958年のニユーヨーク（京都大障害・春）以来49年ぶりで、平地競走に限ると1957年のサールス（朝日チャレンジカップ）以来50年ぶりとなる。